# 器官移植
器官移植（organ transplantation）是将某一个体的器官用手术的方法，整体或部分地移植到其自体体内或另一个体的某一部位的治疗手段。供体（donor）或供者，是在移植手术中，提供器官的个体；供体可以是自体，也可以是异体。受体（recipient）或受者，就是在移植手术中，接受移植物的个体。
器官移植的目的是用来自供体的完好、健全的器官替代损坏的或功能丧失的器官。提供器供体可以是在世的人，也可以是刚刚去世的人。在世的人提供的器官稱為活體器官，去世的人的器官稱為死者器官。不過若供体器官已受到感染或衰竭便不能移植。
器官移植的特点是保留移植器官的部分或全部外形轮廓及内部解剖结构，带有主要的血供和管道主干，通过吻合技术实现血流再通，移植器官从切取到植入期间始终保持活力。

## 移植类型
- 自身移植
- 同系移植
- 异种移植
- 劈离式移植
- 「多米诺（骨牌）」式移植（例如心脏健康的病人A需要肺脏移植，病人B需要心脏移植，这时出现可同时捐献心脏和肺脏的捐献者C，由于心肺联合移植成功率更高，所以可以考虑将C的心脏肺脏都移植给A，同时将A的心脏移植给B）

## 移植限制或禁止

### 技術問題
為避免發生可能問題，可能會有以下措施：
- 病人為非病死或疑似為非病死者，必須於依法相驗完畢後，且經檢察官認無繼續勘驗之必要後，才能施行。
- 為避免因器官移植而傳染給受贈者，醫院不得接受病人之器官捐贈：人類免疫缺乏病毒陽性、庫賈氏病、其他不能控制的感染。
- 惡性腫瘤完全治療後，無癌症復發未達一定時間者。部分惡性腫瘤疾病者則直接禁止。

不打麻藥活摘器官是可能的，根據奧斯維辛集中營倖存者Yitzhak Ganon的說法，他就曾在不被施予麻醉藥劑的狀況下，被集中營的軍醫約瑟夫·門格勒成功摘除一顆腎臟，但這種作法不合人道，因此正常狀況下，在摘除器官前，都會使用麻醉或確認捐贈者已處於腦死狀態。

### 非技術問題
除了上述的技術問題之外，一些地方的器官移植也可能因為器官供體的來源問題而引發道德爭議，因此如上所述，一般若病人為非病死或疑似為非病死者，必須於依法相驗完畢後，且經檢察官認無繼續勘驗之必要後，才能施行。

### 引用
1. ↑  Christoph Schult. . SPIEGEL International. SPIEGEL Gruppe. 2009-12-10  [2021-06-27]. （原始内容存档于2021-07-06）.